# Casimir Pierre Zaleski
Pour les articles homonymes, voir Zaleski.
Casimir Pierre Zaleski (Kazimierz Piotr Zaleski), né le 2 mars 1928 à Paris, est un physicien nucléaire polonais et français. Il est par ailleurs président de la Société historique et littéraire polonaise de Paris.

## Biographie
Casimir Pierre Zaleski est issu d'une famille de la noblesse terrienne polonaise, la maison Lubicz. Il est le deuxième de quatre enfants. Son père, Zygmunt (1882–1967), est écrivain et professeur de lettres polonaises à la Sorbonne, délégué du ministre de l'Instruction publique et des Cultes de la république de Pologne[1]. Sa mère est médecin et capitaine dans l'armée de l'intérieur polonaise Armia Krajowa[2]. En 1943, pendant que son frère aîné André succombe de maladie à Villard-de-Lans, son père est arrêté en France et torturé pour sa participation dans la Résistance française, puis déporté à Buchenwald d'où il est libéré par les Américains. Son père est décoré de la Légion d'honneur. Sa mère est arrêtée par la Gestapo à Varsovie en 1944 et déportée à Ravensbrück[3] tandis que son frère Romain est un homme d'affaires et a été parmi les premières fortunes de France.
Avant la Seconde Guerre mondiale, Zaleski vit à Paris mais voyage régulièrement en Pologne. L'attaque nazie de septembre 1939 ne lui permet pas de rentrer en France alors qu'il se trouve en Pologne à ce moment-là. Il est contraint de rester à Varsovie pendant l'Occupation, où il poursuit ses études au lycée de manière clandestine et obtient l'équivalent du baccalauréat. Il s'engage dans les rangs de la Résistance polonaise, dans l'Armée de l'Intérieur (Armia Krajowa, AK) à quatorze ans et est affecté à la 2e compagnie peloton 127 du 7e groupement (équivalent d'un régiment), dans la zone de Varsovie-centre, puis au 1er bataillon du 83e régiment de la trentième division d'infanterie à l'âge de seize ans. Après la dissolution de sa division par l'Armée Rouge, il est transféré au camp de Majdanek puis à la prison de Wronki pour sa participation à la Résistance. Il est libéré sous condition en 1946. 
Après sa libération, il étudie à l'École polytechnique de Varsovie, installée provisoirement à Łódź. Il poursuit ensuite ses études à la Faculté des sciences de Paris et à l'Institut du radium sous la direction d'Irène Joliot-Curie.

### Carrière dans l'énergie atomique
En novembre 1950, il est recruté comme ingénieur physicien par le CEA pour participer au projet Zoé, premier réacteur français construit en 1948. Il se spécialise dans la physique des réacteurs et met au point une nouvelle méthode de mesure de distribution fine du flux neutronique par autoradiographie des détecteurs. Il publie plusieurs articles sur ce sujet, notamment pour l’Académie des sciences, en collaboration avec André Ertaud, le futur auteur de La Physique triomphante ou la Fin de la mort. Il est chargé de coordonner la conception et l'élaboration d’un nouveau combustible métallique pour le réacteur, l’ancien étant fait d’oxyde d'uranium. Ce combustible nouveau, associé à une modification de circuit de refroidissement, permettra à Zoé de multiplier sa puissance par 20. En 1954, il est chargé de constituer l'équipe d’ingénieurs et de scientifiques qui devront préparer des expériences de démarrage de la première centrale nucléaire française productrice d’électricité et de plutonium : Marcoule. 
En 1957, il entre au centre de Saclay et développe l’étude des réacteurs à neutrons rapides (surgénérateurs), qu'il estime indispensable pour que le nucléaire puisse jouer un rôle majeur pour l’approvisionnement de l’humanité dans l'avenir. Il dirige ce service d’études des neutrons rapides et des piles rapides jusqu'en 1966. Il est responsable des études du premier réacteur français à neutrons rapides refroidi au sodium : Rapsodie (40 MWh), construit à Cadarache. Il y dirige une équipe mixte composée d'agents du CEA et d’Euratom. 
À partir de 1968, il est nommé professeur titulaire à l'UCLA. Devant regagner l'Europe pour raisons familiales, il y reste par la suite acting professor. Il enseigne également pendant un an MIT et y revient régulièrement. Il donne des conférences dans plusieurs autres universités américaines : Stanford, Berkeley, Brown, Wisconsin, Harvard. Il est consultant auprès des plusieurs entreprises industrielles américaines comme Rockwell, North American Aviation à Los Angeles, EPRI – Electric Power Research Institute à Palo Alto, Detroit Edison à Detroit (Michigan) ainsi que pour le gouvernement fédéral, notamment NRC (Nuclear Regulatory Commission) à Washington. 
De 1977 à 1981, il est attaché nucléaire à l’Ambassade de France aux États-Unis. 
Parallèlement, il conseille EDF où il coordonne les recherches sur les réacteurs à neutrons rapides. Il dirige également TechnicAtome, entreprise responsable de la construction des réacteurs nucléaires pour la marine nationale, des surgénérateurs Phénix et Superphénix ainsi que de certains réacteurs de recherche. 
Il est dans les années 1980 un des dirigeants de l'Association nationale des recherches techniques (ANRT). Ultérieurement, avec André Giraud, ministre de l'Industrie de 1978 à 1981, il contribue à créer un Centre de géopolitique de l'énergie et des matières premières (CGEMP) à l’Université Paris-Dauphine dont il est directeur adjoint, puis délégué général.
Il a écrit de nombreuses publications scientifiques et techniques et est membre de nombreuses sociétés savantes :
- Fellow et ancien président de la Société nucléaire européenne (European Nuclear Society), membre de la société française d'énergie nucléaire (SFEN) ;
- Honorary Fellow I. Nu. C. E. – Royaume-Uni ;
- Membre et ancien président de l’Académie internationale de l’énergie nucléaire (AIEN) ;
- Membre étranger de l’Académie polonaise des arts et sciences (PAU) de Cracovie ;
- Membre de l’Académie européenne des sciences, des arts et des lettres.

### Engagements patriotiques polonais
Casimir Pierre Zaleski préside la Société historique et littéraire polonaise (SHLP) qui administre la Bibliothèque polonaise de Paris.

### Décorations et récompenses
C. Pierre Zaleski a obtenu de nombreuses distinctions scientifiques et honorifiques :
Décorations militaires polonaises et françaises
- Chevalier de Ordre militaire de Virtuti Militari décernée par Tadeusz Bór-Komorowski ;
- Médaille de l’armée (pl) (4 fois), Croix de l’Armée de l’Intérieur
- Médaille pour Varsovie 1939-1945 (pl) et Croix des Partisans (pl) (maquisards), les deux décernées par le président Lech Wałęsa ;
- Médaille commémorative de la guerre 1939–1945 avec barrette « Libération ».

Décorations polonaises et françaises à titre civil
- Médaille du Mérite culturel polonais Gloria Artis
- Commandeur de l'Ordre Polonia Restituta
- Chevalier de la Légion d'honneur
- Chevalier de l'ordre des Arts et des Lettres
- Médaille « Pro Memoria »
- Médaille de Vermeil de la Ville de Paris
- Prix professeur Aleksander Gieysztor décerné par la Fondation Kronenberg